# Bara (Uttar Pradesh)
Bara és una ciutat de l'Índia, estat d'Uttar Pradesh, a la divisió de Vanarasi, districte de Ghazipur, a la vora del Ganges a la confluència amb el Karamnasa 25° 31′ N, 83° 52′ E / 25.517°N,83.867°E i a 28 km al sud-est de Ghazipur. La població el 1901 era de 5.260 habitants.
A la seva rodalia, al costat del riu Karamansa, es va lliurar una batalla coneguda com a Chausa Ghat, entre Humayun i Sher Shah Suri, el 1539, en què el primer fou derrotat i va haver de fugir.